# Lieve Hugo
Julius Theodoor Hugo Uiterloo (Paramaribo, 13 december 1934 – Amsterdam, 15 november 1975), beter bekend als Lieve Hugo of Iko, was een Surinaams zanger.
Hij is een van de belangrijkste grondleggers van de kaseko en wordt ook wel de ongekroonde koning tot en met de King of Kaseko genoemd.

## Biografie

### Carrière
Uiterloo bracht zijn jeugd door in een tehuis voor moeilijk opvoedbare kinderen in Paramaribo. Ondertussen zong hij in het Centraal Koor van de Rust & Vrede-kerk en drumde hij in de band Sluisdom die was geformeerd door ex-boksers. Ook speelde hij nog in enkele andere formaties.
Orchestra Washboard
Van 1967 tot 1970 speelde hij als drummer en zanger voor de Orchestra Washboard. Deze formatie speelde tot dat moment vooral bigi poku, een substijl van de dixielandjazz en tot en met de jaren zestig de belangrijkste muziekstijl binnen de Surinaamse dansmuziek. In zijn tijd ontwikkelde de Orchestra Washboard de stijl kaseko, waarmee Uiterloo een van de grondleggers werd van deze muziekstijl.
In 1970 kwam hij naar Nederland om het Holland Festival af te sluiten in het Concertgebouw in Amsterdam. Hier liet hij met zijn bezielende optreden van het nummer Langa Bere een diepe indruk achter.
Terug in Paramaribo raakte hij oververmoeid tijdens optredens. Een arts constateerde maagkanker en verwees hem naar Nederland voor behandeling. Voor Lieve Hugo betekende dit het afscheid van de Orchestra Washboard.
Solo
Hij verhuisde naar de Bijlmermeer en tekende een solocontract bij EMI. Hij bleef echter vasthouden aan zijn oude levenspatroon met een overmaat aan tabak en alcohol.
In 1974 verscheen zijn eerste solo-album, Lieve Hugo: King of Kaseko. Het werd een van de bestverkochte platen in de Surinaamse muziek. Hij toerde met zijn band The Happy Boys door Nederland, België en Zuid-Amerika en werd gevraagd om op te treden bij de Surinaamse onafhankelijkheid die het thema was van zijn tweede album Wan Pipel.
Hij zou dat echter niet meer meemaken, want tijdens een optreden bij Club Sosa (Stichting Opvang Surinamers) aan de Keizersgracht in Amsterdam werd hij onwel. Tien dagen voor de onafhankelijkheidsceremonie, op 15 november 1975, overleed hij. Zijn lichaam werd twee dagen voor de Dag van de Onafhankelijkheid begraven op Mariusrust in Paramaribo.

### Na zijn dood
Na zijn dood gingen zijn Happy Boys door met onder meer zijn neef Edgar Burgos (de latere leadzanger van Trafassi).
In 2008 volgde er nog een documentaire van Vincent Soekra. Ter ere van de zanger en ter ondersteuning van de documentaire kwam er dat jaar ook nog een speciale opvoering door het Metropole Orkest waarbij artiesten als De Dijk, Oscar Harris, Re-Play, Boris, Berget Lewis, Izaline Calister, Angela Groothuizen en Edgar Burgos zijn liedjes vertolkten.
In 2009 ging in Schouwburg Kunstmin te Dordrecht de musical 'Lieve Hugo-A poku tori' in première onder regie van Mike Ho Sam Sooi met John Oldenstam als Lieve Hugo, Gerda Havertong als zijn moeder, Edje Rust als politieagent en Walter Muringen met live band.
In 2013 werd zijn werk opnieuw uitgebracht in de Sranan Gowtu-reeks (Surinaams Goud) van het Top Notch-label. In hetzelfde jaar verscheen zijn lied Srefidensi op nummer 9 van de Srefidensi Top 38, een lijst die door een publieksjury werd gekozen ter gelegenheid van 38 jaar Surinaamse onafhankelijkheid.
In Rotterdam werd op 14 mei 2016 de 'Lieve Hugo Night' in het eventcentre Doelarie gehouden.
Het ministerie van Onderwijs, Wetenschap en Cultuur riep de geboortedag van Lieve Hugo vanaf 13 december 2023 uit tot Nationale Dag van de Kaseko. Op de 13e zelf werd een gedenksteen ter ere van hem onthuld aan de Limesgracht.
- International Standard Name Identifier: 0000 0003 8865 0296
- MusicBrainz: 81b769cc-95be-4b6b-a963-c50aeb99fdce
- Nederlandse Thesaurus van Auteursnamen: 304872717
- Virtual International Authority File: 281897490